# Natthapong Kajornmalee
Natthapong Kajornmalee (thailändisch ณัฐพงษ์ ขจรมาลี, * 10. Mai 1994 in Samut Prakan), auch als Q bekannt, ist ein thailändischer Fußballspieler.

## Karriere
Natthapong Kajornmalee erlernte das Fußballspielen in der Schulmannschaft der Debsirin School. Seinen ersten Vertrag unterschrieb er 2011 beim Drittligisten Chamchuri United FC in Bangkok. 2016 ging er nach Chainat und schloss sich dem Erstligisten Chainat Hornbill FC an. Nach 9 Spielen für Chainat wechselte er Mitte 2018 zum Viertligisten North Bangkok University FC. Mit dem Verein wurde er Meister und stieg in die Dritte Liga, der Thai League 3, auf. Anfang 2019 wechselte er wieder in die Thai League. Er unterschrieb einen Vertrag bei PT Prachuap FC in Prachuap. Nach insgesamt 12 Spielen für Prachuap wechselte der Torwart zur Saison 2021/22 zum Erstligaaufsteiger Nongbua Pitchaya FC. Für den Verein aus Nong Bua Lamphu stand er fünfmal in der ersten Liga auf dem Spielfeld. Am Saisonende 2021/22 wurde sein Vertrag nicht verlängert. Im Juni 2022 verpflichtete ihn der Erstligaaufsteiger Sukhothai FC. Für Sukhothai kam er in der ersten Liga einmal zum Einsatz. Der Zweitligist Phrae United FC nahm ihn im Juli 2023 unter Vertrag. Für den Verein aus Phrae bestritt er vier Zweitligaspiele. Im Dezember 2023 wurde sein Vertrag nicht verlängert. Im Januar 2024 nahm ihn der Zweitligist Chanthaburi FC unter Vertrag. Nach einem Ligaspiel für den Verein aus Chanthaburi wechselte er im Sommer 2024 zum Erstligisten BG Pathum United FC. Nach einer Spielzeit, in der er ein Ligaspiel bestritt, wurde sein Vertrag im Sommer 2025 nicht verlängert. Im Juli 2025 nahm ihn der Zweitligist Bangkok FC unter Vertrag.

## Erfolge
North Bangkok University FC
- Thai League 4 - Bangkok: 2018  ▲

PT Prachuap FC
- Thailändischer Ligapokalfinalist: 2019

## Sonstiges
Am 30. April 2017 hatte Nattapong Khajohnmalee einen schweren Autounfall. Er stieß mit einem LKW zusammen und musste mehrere Wochen im Krankenhaus verbringen. Um die Behandlung bezahlen zu können, versteigerten berühmte Fußballspieler ihr Trikot, um Spenden zu sammeln. Zu den Spielern gehörten die Franzosen Olivier Giroud und Kurt Zouma vom FC Chelsea sowie der Gabuner Pierre-Emerick Aubameyang, der für den FC Arsenal spielte.